# Richard Peñalver
Richard Peñalver es un político venezolano, miembro del Movimiento Quinta República (MVR) y uno de los pistoleros de Puente Llaguno que dispararon durante la marcha hacia el Palacio de Miraflores de Caracas del 11 de abril de 2002.

## Carrera
Richard Peñalver fue uno de los cuatro pistoleros reconocidos en imágenes de medios de comunicación (junto a Rafael Cabrices, Henry Atencio y Nicolás Rivera) de haber disparado desde el Puente Llaguno en Caracas el 11 de abril de 2002 durante una marcha hacia el palacio presidencial de Miraflores; su defensa fue asumida por Maikel Moreno, eventualmente presidente del Tribunal Supremo de Justicia de Venezuela. Peñalver fue condenado por los hechos y luego beneficiado con amnistía en 2007 por la fiscal Luisa Ortega Díaz y el presidente Hugo Chávez.
Peñalver fue concejal del municipio Libertador de Caracas por el Partido Socialista Unido de Venezuela (PSUV) en 2011. En la mañana del 24 de mayo de 2011 fue herido de bala en el tobillo derecho después de una discusión con el conductor de una camioneta. Peñalver fue trasladado rápidamente a un centro médico asistencial cercano.
El 12 de abril de 2015 fue condecorado por Aristóbulo Istúriz, entonces gobernador del estado Anzoátegui, con la Orden Casa Fuerte de primera clase. El 2 de abril de 2018 las dependencias de la policía en Santa Cruz de Tenerife registró que Richard solicitó asilo político en España, el cual fue rechazado.